# Roeland Hendrikx
Roeland Hendrikx (Hamont, 26 mei 1969) is een Belgisch klarinettist.

## Biografie
Na zijn opleiding in Leuven en Antwerpen (bij onder meer Walter Boeykens) vervolmaakte hij zich in Frankrijk, Canada, Engeland en Nederland bij o.m. Thea King, Charles Neidich en Guy Deplus. Hij was veertien jaar als klarinetsolo verbonden aan het Nationaal Orkest van België (Belgian National Orchestra) en daarvoor zes jaar aan het orkest van de Koninklijke Muntschouwburg maar koos in 2017 resoluut voor een loopbaan als solist al blijft hij een gepassioneerd pleitbezorger van kamermuziek, onder meer met zijn eigen "Roeland Hendrikx Ensemble".

### Solist

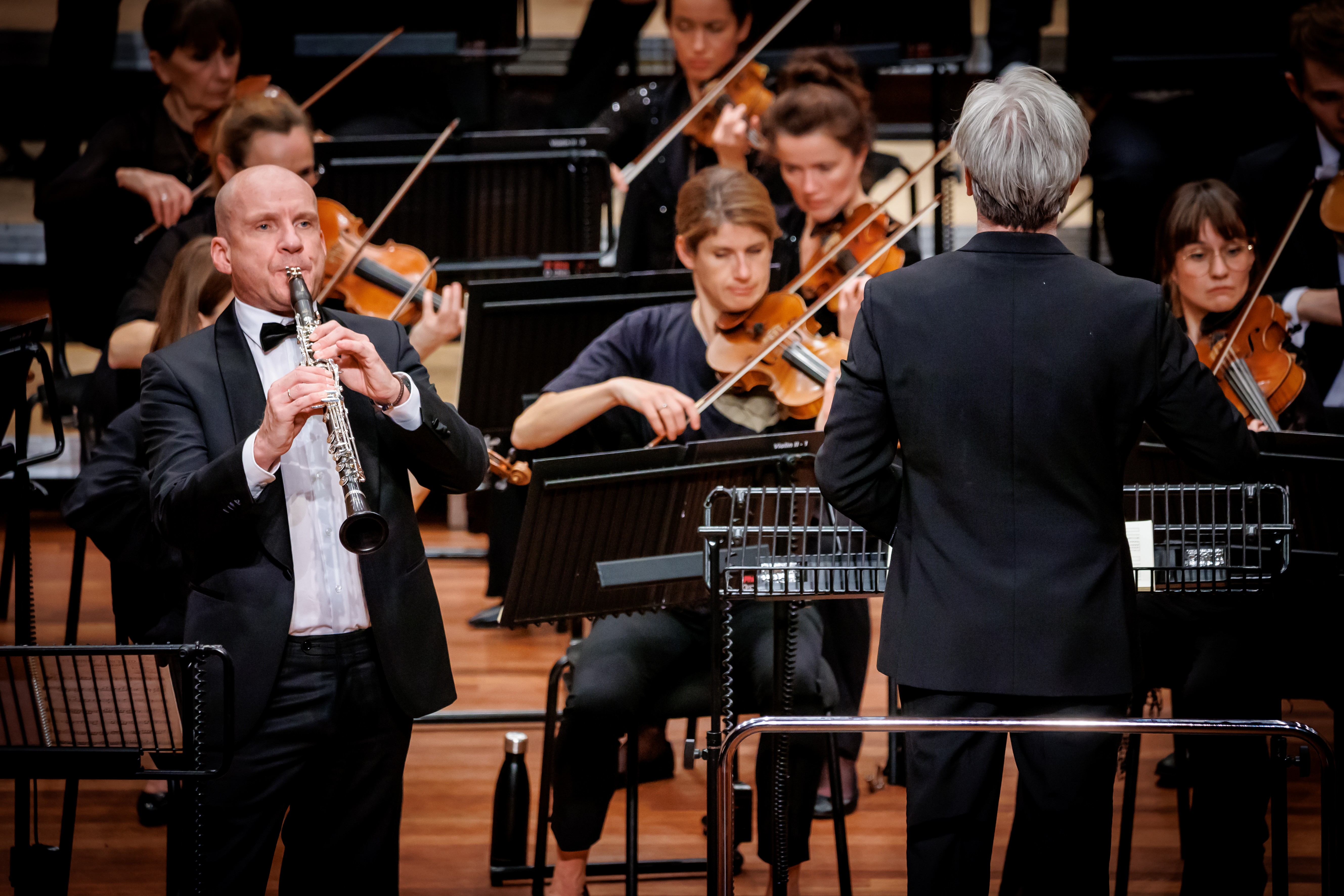
Mozart clarinet concerto met de London Philharmonic en Edward Gardner.

Hendrikx speelde als solist met Brussels Philharmonic, Prima la Musica, Casco Phil, Boho Strings, I Fiamminghi, de Beethoven Academie, het Nationaal Orkest van België, Vlaams Radio-orkest, het Limburgs Symfonieorkest Maastricht, Frascati Symphonic, de Georgia Philharmonic (VS), het Symfonisch Orkest van Litouwen, het London Philharmonic Orchestra, de Rheinische Philharmonie Koblenz, het Istanbul Festival Orchestra, het Philharmonisch Orkest van Hagen in Duitsland en het Groot Harmonieorkest van de Belgische Gidsen, Kaunas Symphonieorkest en dit onder meer in het kader van het Festival van Vlaanderen Limburg, dat hem in 1998 uitriep tot festivalster.
In oktober 2018 verscheen bij EPR Classic zijn registratie van de klarinetconcerto’s van Mozart en Finzi en het dubbelconcerto van Max Bruch die hij opnam met het London Philharmonic Orchestra onder leiding van Martyn Brabbins.

### Kamermuziek
Als kamermusicus speelde Roeland op prestigieuze concertreeksen en deelt hij het podium met gerenommeerde en gelijkgestemde partners zoals Liebrecht Vanbeckevoort, Severin von Eckardstein, het Danel Quartet, het Berliner Philharmoniker Streichquintett, het Panocha Quartet (Tsjechië), het Tempera Quartet (Finland), en het Vega String Quartet (VS). In 2015 richtte hij zijn eigen Roeland Hendrikx Ensemble op, dat zich toelegt op kamermuziek voor klarinet, strijkers en piano. Voor zijn cd-opname van het Klarinetkwintet van Piet Swerts kreeg Hendrikx van de Belgische pers de Caeciliaprijs voor de "Beste Belgische cd van het jaar 2005".
Roeland Hendrikx creëert regelmatig Belgische kamermuziek voor klarinet en tracht deze muziek ook te promoten. In 2001 won hij de "Jeanne & Willem Pelemansprijs" voor zijn inspanningen ter verspreiding van Belgische muziek.

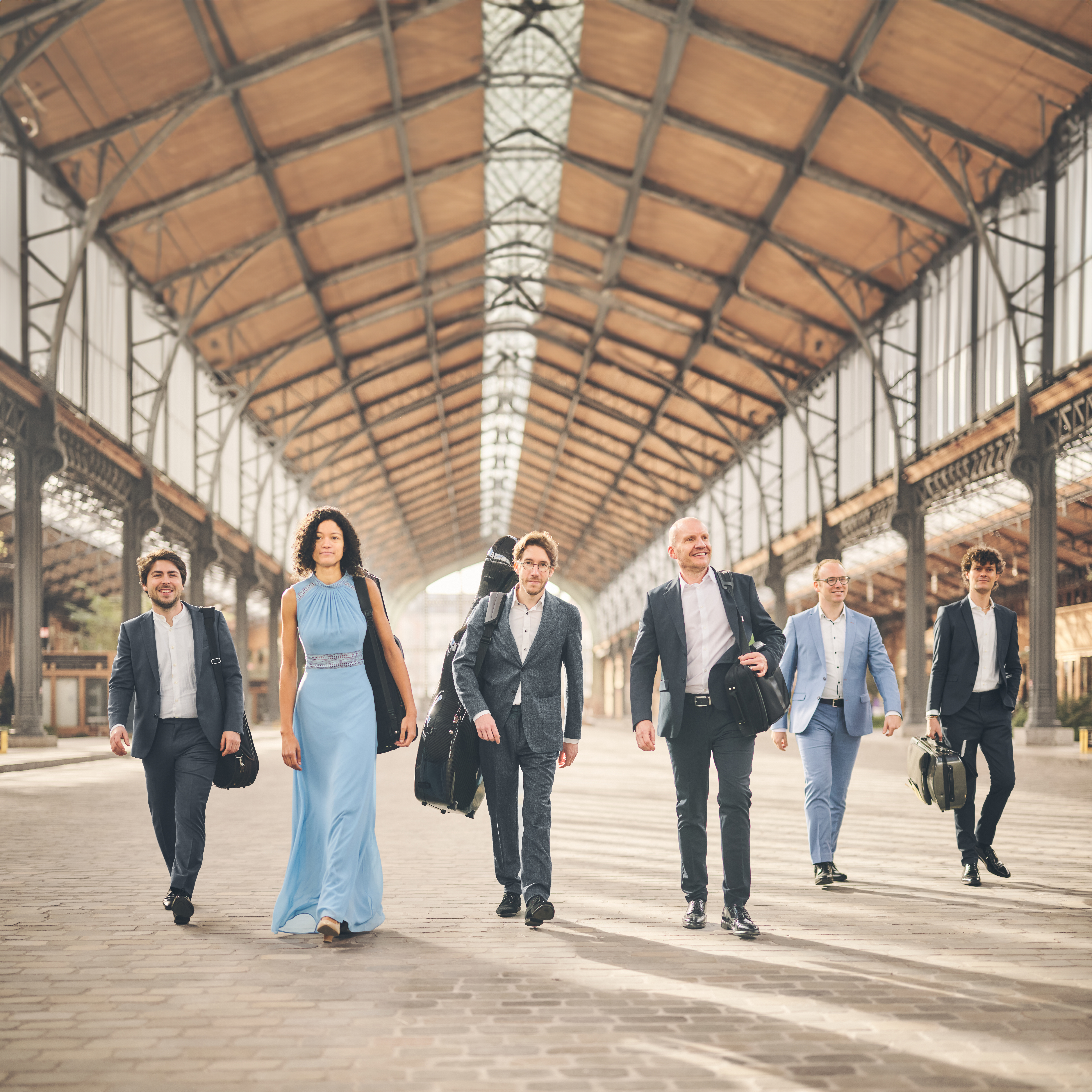
Roeland Hendrikx Ensemble

### Docent
Hendrikx is docent klarinet aan het Conservatorium van Maastricht en de LUCA School of Arts (Lemmensinstituut) in Leuven. Daarnaast geeft hij regelmatig masterclasses, onder meer in Japan, China, Colombia, Mexico, Singapore, Thailand, Polen , Spanje, Italië, Noorwegen en de VS onder meer aan de Juilliard School, Manhattan School of Music, de De Paul University (Chicago), Northwestern-universiteit, Yale-universiteit, Oklahoma University, Long Beach University (LA), en in Atlanta aan de Emory University en Georgia State University).

## Instrumenten
Hendrikx speelt op Muse klarinetten in Bes en A van Henri Selmer Paris. en Lumière klarinetten in Bes en A van Backun Musical Services. Het Mozart Concerto voert hij uit op een moderne basset klarinet, een Prestige van Buffet Crampon.
Hendrikx speelt op d'Addario rieten en is D'Addario -artist.

## Privé leven
Hendrikx woont in Herent België met vrouw Anne en 2 kinderen.

## Discografie
2001: Works for Clarinet & String Quartet: Romberg, Reicha, Bärmann, Mozart. (De Kroon op het Werk)
- Bezetting: Roeland Hendrikx & Arriaga String Quartet

2004: Johannes Brahms. Sonatas & Trio (Academiezaal)
- Bezetting: Roeland Hendrikx, Jan Michiels, France Springuel

2005: Piet Swerts, Clarinet Quintet & 2nd String Quartet (Phaedra Classics)
- Bezetting: Roeland Hendrikx, Tempera String Quartet

2010: W.A. Mozart, J. Brahms “clarinet quintets” Piet Swerts (Phaedra Classics)
- Bezetting: Roeland Hendrikx, Panocha String quartet

2010: P. Cabus, clarinet quintet (De Kroon op het Werk, KW 2010/1)
- Bezetting: Roeland Hendrikx, Kryptos quartet

2015: W.A. Mozart. Kegelstatt Trio KV 498 & Clarinet Quartets after KV 317d and KV 374f (Etcetera Records, KTC 1528)
- Bezetting: Roeland Hendrikx Ensemble (Roeland Hendrikx, Liebrecht Vanbeckevoort, Alexei Moshkov, An Simoens, Sander Geerts, Anthony Gröger)

2016: French Elegance. (Etcetera Records, KTC 1150)
- Bezetting: Roeland Hendrikx (klarinet) en Liebrecht Vanbeckevoort (piano).
- Werk van Saint-Saens, Debussy, Chausson, Poulenc, Widor, Gaubert.

2017: C.M. von Weber (Duo concertant, Gran Quintetto, variations on a theme of "Silvana") (Etcetera Records, KTC 1588)
- Bezetting: Roeland Hendrikx Ensemble (Roeland Hendrikx, Liebrecht Vanbeckevoort, Alexei Moshkov, An Simoens, Sander Geerts, Anthony Gröger)

2018: Dedication. (Evil Penguin Classic, EPRC 0026)
- London Philharmonic Orchestra & Martyn Brabbins (Sander Geerts, altviool).
- Concerti van Wolfgang Amadeus Mozart, Gerald Finzi & Max Bruch

2020: New York Counterpoint (Steve Reich)
2020: "Le Bestiaire" (Antarctica Records, AR 022)
- Bezetting: Roeland Hendrikx Ensemble
- Le Bestiaire van Piet Swerts samen met Le Carnaval des Animaux (Camille Saint-Saëns, bewerking Piet Swerts)

2023: "The Clarinet as Prima Donna" (Evil Penguin Classic, EPRC 0053)
- Bezetting: samen met de Rheinische Philharmonie Koblenz
- Repertoire: beide klarinetconcerti van Carl Maria von Weber samen met variaties op een thema van de opera Silvana.

2024: "Zayt Gezunterheyt" (Antarctica Records, AR 054)
- Bezetting: Roeland Hendrikx Ensemble
- Repertoire: Glazounov, Prokofiev, Katchaturian, Kokai en Jan van de Roost

2024: Klarinet concerto van Robert Groslot, samen met Brussels Philharmonic. (Antarctica Records, AR 057)
- Website van Roeland Hendrikx

- Gemeinsame Normdatei: 1128602024
- MusicBrainz: 4a958a9c-520e-48fd-b90b-8b075ad0c6dc
- Virtual International Authority File: 3964149108571868780004
- WorldCat: E39PBJmhQ6jqvFCTymD44rwDMP